# ويندي ريتشاردسون
ويندي ريتشاردسون (بالإنجليزية: Wendy Richardson)‏ هي كاتِبة وكاتبة مسرحية أسترالية، ولدت في 21 ديسمبر 1933 في سينغيلتون في أستراليا.